# Godrano
Godrano ist eine Stadt der Metropolitanstadt Palermo in der Region Sizilien in Italien mit 1032 Einwohnern (Stand 31. Dezember 2023).

## Lage und Daten
Godrano liegt 43 km südlich von Palermo. Die Einwohner arbeiten hauptsächlich in der Landwirtschaft.
Die Nachbargemeinden sind Corleone, Marineo, Mezzojuso und Monreale.
Nachdem der Bahnverkehr nach Godrano 1954 eingestellt wurde, ist der Ort heute nur noch auf der Straße zu erreichen.

## Geschichte
Das Gründungsjahr des Ortes ist unbekannt. Der Ort hieß früher Codrano.

## Söhne und Töchter
- Carmelo Cuttitta (* 1962), katholischer Geistlicher, Bischof von Ragusa